# Bromont

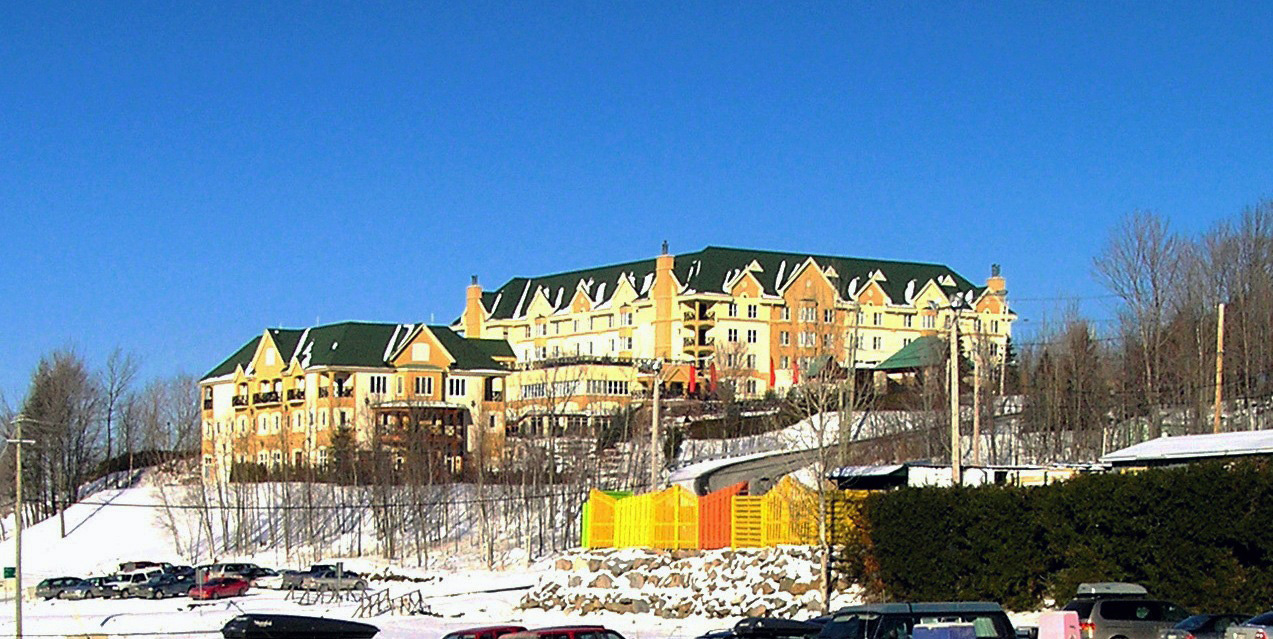
Kasteel

Bromont is een stad (ville) in de Canadese provincie Québec en telt 6049 inwoners.